# Wojciech Bruszewski

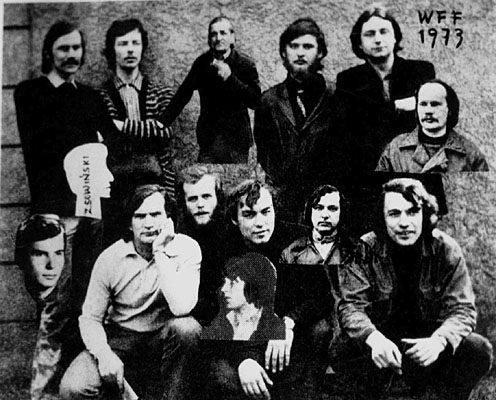
Członkowie „Warsztatu Formy Filmowej” (1973)

Wojciech Bruszewski (ur. 8 marca 1947 we Wrocławiu, zm. 6 września 2009 w Łodzi) – polski reżyser, operator filmowy, artysta współczesny, artysta multimedialny i wykładowca. Prekursor sztuki wideo w Polsce, działał artystycznie na Amidze 2000. Wprowadził standard kodowania diakrytyków z Polski: AmigaPL.

## Życiorys
Ukończył studia na wydziałach: operatorskim w 1970 i reżyserii w 1975 w Państwowej Wyższej Szkole Filmowej, Telewizyjnej i Teatralnej im. Leona Schillera w Łodzi.
Jako artysta związany był ze sztuką awangardową. Był współzałożycielem i jednym z filarów łódzkiej grupy Warsztat Formy Filmowej. W latach siedemdziesiątych, jako członek Warsztatu, uczestniczył w międzynarodowym ruchu kina strukturalnego. Najważniejszą manifestacją tego ruchu była seria wystaw „Film Jako Film”. Pierwsza edycja miała miejsce w Niemczech (w Kolonii, Stuttgarcie, Essen i Berlinie), a druga w 1978 w Londynie. Członek grupy „Zero-61”.
Od 1981 członek „Internationales Künstler Gremium” w Niemczech W latach 1990–1992 Prezes Konstrukcji w Procesie. Współzałożyciel Stowarzyszenia GUST (Grupy Użytkowników Systemu TeX).
Bruszewski był prekursorem sztuki wideo w Polsce. Jako filmowiec i twórca sztuki wideo brał udział w wystawach artystycznych, np. „documenta 6, documenta 8” w Kassel czy „Presences Polonaises” w Centrum Pompidou w Paryżu.
W 1980 został stypendystą DAAD w Berlinie Zachodnim. Reprezentował tam sztuki wizualne. W tym samym roku polską literaturę reprezentował Kazimierz Brandys, a muzykę współczesną Bogusław Schaeffer.
Autor systemu kodowania polskich znaków AmigaPL, następcy standardu xJP, dla komputerów Amiga i systemu AmigaOS.
W latach 1981–1996 był profesorem w Akademii Sztuk Pięknych w Poznaniu i Uniwersytetu Mikołaja Kopernika w Toruniu. Od 2005 wykładał w Wyższej Szkole Sztuki i Projektowania w Łodzi.
Był mężem Małgorzaty Kamińskiej (producentki programów telewizyjnych) i ojcem Balbiny Bruszewskiej (reżyser).

## Nagrody (lista niepełna)

### filmŁódź miasto kultury
- 2007: Grand Prix Tour Film 2007 – X Międzynarodowy Festiwal Filmów Turystycznych Tour Film (MTT Tour Salon): Poznań
- 2007: Nagroda TV Biznes dla najlepszego filmu promującego walory inwestycyjne miast i regionów – X Międzynarodowy Festiwal Filmów Turystycznych Tour Film (MTT Tour Salon): Poznań
- 2007: Nagroda Prezesa Polskiej Izby Turystyki na X Międzynarodowym Festiwalu Filmów Turystycznych Tour Film (MTT Tour Salon): Poznań
- 2007: Nagroda Prezesa Polskiej Organizacji Turystycznej – X Międzynarodowy Festiwal Filmów Turystycznych Tour Film (MTT Tour Salon): Poznań[8]
- 2008: Grand Prix CIFFT – International Committee of Tourism Film Festiwal: Wiedeń[9]
- 2008: Grand Prix „Turysta 2008” dla najlepszego filmu – III Międzynarodowy Festiwal Filmów Turystycznych w Płocku
- 2008: Nagroda za najlepszy scenariusz – III Międzynarodowy Festiwal Filmów Turystycznych w Płocku
- 2008: Nagroda Prezydenta Miasta Płocka – III Międzynarodowy Festiwal Filmów Turystycznych w Płocku[10]
- 2008: I Nagroda Das goldene Stadttor – VII International Film Competition The Golden City Gate (Targi ITB): Berlin
- 2008: III Nagroda w kategorii wydawnictwo promocyjne – II Festiwal Promocji Miast i Regionów, konkurs „Złote Formaty”: Warszawa[11]
- 2008: Nagroda Paul Calinescu za najlepszy film turystyczny – XII Document.Art – The International Festival of Touristic and Ecology Film Câmpulung-Muscel: Rumunia
- 2008: Grand Prix Gavrilo Gavra Azinovic – XVI MEFEST International Festival of Touristic, Ecological, Sport and Culinary Films: Serbia
- 2008: Nagroda Golden Pine za najlepszy film turystyczny – XVI MEFEST International Festival of Touristic, Ecological, Sport and Culinary Films: Serbia
- 2008: I Nagroda w kategorii Turystyka Kulturalna – I Art&Tur International Tourism Film Festival: Barcelona

### cykl programów telewizyjnych „Eko – echo”
- 2006: I Nagroda za cykl programów telewizyjnych „Eko – echo” przyznana przez Ministra Środowiska i Towarzystwo Lasów Państwowych im. Adama Loreta[12][13]

## Filmografia (wybrane)
| - 1971: Inwentaryzacja - 1972: Klaskacz - 1972: Bezdech - 1973: YYAA - 1974: Test – Drzwi - 1975: Łyżeczka - 1977: Punkty - 1977: Krzesła - 2007: Łódź miasto kultury - 2008: Theo wir fahr’n nach Lodz - 1973: Pictures Language - 1971–1978: Analizy mediów - 1975–1977: 10 Prac - 1976: Ouside - 1976: From X to X - 1976: Dla Galerii Labirynt - 1976–1982: Trochę muzyki - 1978: Dla Pana Muybridge’a - 1981: Instalacja z Maasticht - 1983: Reality - 1983: Reality/Principe - 1988: Pociąg Oliwiera - 1994: Radio Ruine der Künste Berlin - 1994: Narodziny i upadek orzeszkowej partii | - 1988–1993: The infinite talk - 1991: Maszyna poetycka - 1991: Romantica - 1992: Sonety - 1994: C.H.O.P.I.N - 1996: Sonety - 1999: 9 prac - 2000: Łódź na wszystkie pory roku |

## Wystawy (wybrane)
- 1969: Wystawa Grupy Zero-61 – Kuźnia: Toruń
- 1971: Wystawa w Galerii Współczesnej: Warszawa
- 1972: Wystawa „Polish Art Festival” – Atelier 72 – The Richard Demarco: Edynburg
- 1973: Wystawa „KINOLABORATORIUM” – Galeria EL: Elbląg
- 1973: „XII Biennale of Art”: São Paulo
- 1974: Wystawa „The 5-th International Experimental Film Competition – Knokke Heist”: Belgia
- 1976: Wystawa „Sztuka jako realność mechaniczna”: Łódź
- 1977: Wystawa „DOCUMENTA 6” – sekcja video i sekcja filmu eksperymentalnego: Kassel
- 1977: Wystawa „POLNISHE KÜNSTLER” – Kölnisher Kunstverein: Kolonia
- 1977: Wystawa „FILM ALS FILM”: Berlin
- 1977: Wystawa „FILM ALS FILM”: Essen
- 1977: Wystawa „FILM ALS FILM”: Stuttgart
- 1978: Wystawa „Analizy mediów” – BWA: Łódź
- 1978: Wystawa „FILM AS FILM” – Hayward Gallery: Londyn
- 1978: Wystawa „Art, Artist and Media”: Graz
- 1979: Wystawa „Wejście – Wyjście”: Gdańsk
- 1980: Wystawa „Horyzont” – Kolnischer Kunstverein: Kolonia
- 1980: Wystawa „Nowe narzędzia – Nowe idee artystyczne” – Galeria ZPAF: Warszawa
- 1980: Wystawa „Horyzont” – Mała Galeria ZPAF: Warszawa
- 1980: Wystawa „Horyzont” – Galeria FV: Kraków
- 1980: Wystawa „Horyzont” – Galeria Foto Medium Art: Wrocław
- 1980: Wystawa „Horyzont” – Galeria Akumulatory 2: Poznań
- 1980: Wystawa „Horyzont” – Polish Photography tour exhibition: Japonia
- 1981: Wystawa „Horyzont” – Ostranenie – Bauhaus: Dessau
- 1982: Wystawa „Biennnale”: Sydney
- 1983: Wystawa „Reality” – BWA: Lublin
- 1983: Wystawa „Presences Polonaises – Centre Georges Pompidou: Paryż
- 1985: Wystawa „Film and sound” – MM Centre: Zagrzeb
- 1986: Wystawa „Documenta 8”: Kassel
- 1988: Wystawa „Videi Wohen”: Bazylea
- 1988: Wystawa „Ruine der Kunste”: Berlin
- 1992: Wystawa „Uber zeit” – Ruine der Kunste Berin: Dessau
- 1992: Wystawa „Uber zeit2 Bauhaus”: Dessau
- 1992: „Konstrukcja w Procesie”: Łódź
- 1992: Wystawa „Święto Pracy” – Międzynarodowe Muzeum Artystów: Łódź
- 1993: Wystawa „Ruine der Kunste”: Berlin
- 1993: Wystawa „Ostranenie 97 – Horyzont albo historia o białych myszkach”: Dessau
- 2000: Wystawa retrospektywna – Centrum Sztuki Współczesnej Zamek Ujazdowski: Warszawa[5]
- 2010: Wystawa pośmiertna „Fenomeny percepcji” – Ośrodek Propagandy Sztuki w Łodzi[14]
- 2024: Wystawa zbiorowa „Sounds of Bethany. 50 Jahre Künstlerhaus Bethanien”, Künstlerhaus Bethanien, Berlin[15]

## Książki
- Fotograf. Kraków: Galeria Sztuki Współczesnej Bunkier Sztuki: Korporacja Ha!Art, 2007. ISBN 978-83-86905-78-2
- Big Dick. Fikcja dokumentalna. Korporacja Ha!art, 2013. ISBN 978-83-62574-95-7

## Dramaty
- Dryl. wydany w czasopiśmie „Dialog” (nr 7-8/2012)